# Jonathan Harford
Jonathan Harford (* 12. August 1983 in Stroud) ist ein ehemaliger englischer Squashspieler.

## Karriere
Jonathan Harford spielte von 2006 bis 2011 auf der PSA World Tour und gewann auf dieser zwei Titel. Darüber hinaus stand er in fünf weiteren Finals. Seine höchste Platzierung in der Weltrangliste erreichte er mit Rang 59 im Oktober 2007. 2008 nahm er das einzige Mal an der Qualifikation für die Weltmeisterschaft teil, wo er in der ersten Runde ausschied.

## Erfolge
- Gewonnene PSA-Titel: 2